# Sentinelès
El sentinelès és una llengua no testimoniada gairebé extingida de les illes Andaman, a l'Índia. Compta actualment amb unes 50 persones que la sàpiguen parlar, totes habitants nadiues de l'illa Sentinel del Nord, una petita illa que forma part de l'arxipèlag de les illes Andaman. Es tracta d'un poble no contactat i hom no coneix detalls sobre aquesta llengua encara que es presumeix que pugui estar emparentada amb altres llengües de les illes Andaman. La pervivència d'aquest idioma, s'ha sustentat sobre la base de l'aïllament de les poblacions que el parlen. És una de les poques llengües d'Andaman que encara no ha sucumbit a l'hindi.
En les ocasions documentades en què els individus de parla onge van ser portats a l'illa Sentinel del Nord per intentar comunicar-se, no van poder reconèixer cap de les llengües parlades pels habitants.